# Sociologie des grandes écoles
La sociologie des grandes écoles est une branche de la sociologie, et plus particulièrement de la sociologie de l'éducation, qui étudie le monde social des grandes écoles en France.

## Analyses thématiques

### Écoles du pouvoir
Le premier grand travail de recherche sociologique sur les grandes écoles est réalisé par le sociologue Pierre Bourdieu et son équipe dans les années 1970 et années 1980. Passant par un travail de collecte de données et de questionnaires à destination des étudiants, ainsi que d'un travail plus théorique, la recherche aboutit à un livre appelé La Noblesse d'État. Grandes écoles et esprit de corps, publié en 1989.
Bourdieu y cartographie les grandes écoles en les définissant par les capitaux qu'elles représentent. Les Écoles normales supérieures (ENS) représentent le pôle culturel, les grandes écoles de commerce, le pôle économique, et les grandes écoles d'ingénieur, le pôle scientifique. Entre le pôle culturel et économie, se trouvent les Instituts d'études politiques (IEP, appelés aussi « Sciences Po ») et l'École nationale d'administration (ENA, actuel INSP). Les anciens étudiants de ces écoles détiennent le pouvoir dans leur sphère d'activité respective.

### Esprit de corps
Plusieurs travaux de recherche, à commencer par ceux de Bourdieu, mettent en évidence un esprit de corps parmi les étudiants des grandes écoles ; cet esprit serait largement absent des universités. Plusieurs monographies ont été réalisées sur le sujet, dont notamment celle de Denys Cuche sur l’École nationale supérieure d'arts et métiers (ENSAM), en 1988, ou celle d'Henri Le More sur l’École des hautes études commerciales (HEC) de Paris, en 1976,.
Yves-Marie Abraham publie en 2007 une enquête sur l'esprit de corps et l'intégration des étudiants d'HEC dans leur école, intitulée « Du souci scolaire au sérieux managérial, ou comment devenir un HEC ».

### Grandes écoles et monde de l'entreprise
L'étude de Bourdieu conduit des sociologues à réaliser des études sur les rapports entre les grandes écoles et le tissu des grandes entreprises françaises. Michel Bauer et Bénédicte Bertin-Mourot écrivent Les 200 en France et en Allemagne. Deux modèles de détection, sélection, formation des dirigeants de grandes entreprises, où ils comparent les trajectoires des grands dirigeants de ces deux pays. Ils montrent la prédominance des institutions universitaires très sélectives (grandes écoles en France, universités de renom en Allemagne) dans la formation des grands patrons.
Monique de Saint-Martin s’est intéressée plus particulièrement, au cours des années 1990, à la montée en puissance des grandes écoles de commerce et de l'enseignement de la gestion chez les élites. Elle synthétise ses travaux dans un ouvrage intitulé Les écoles de gestion et la formation des élites (1997).

### Grandes écoles et mondialisation
Une autre étude sociologique d’envergure a été réalisée sur le thème des grandes écoles par Gilles Lazuech. Alors que Pierre Bourdieu et son équipe s’étaient essentiellement intéressés aux conditions d’accès à ces institutions (classes préparatoires et concours), Lazuech se penche sur l’action pédagogique propre aux grandes écoles françaises, en s’interrogeant sur la capacité de celles-ci à préserver leur spécificité en contexte de mondialisation.

### Grandes écoles et excellence académique
Le recrutement par concours assure une exigence académique élevée. Pierre Bourdieu remarque dans la Noblesse d’État que les étudiants des « grandes Grandes écoles » sont en partie sélectionnés sur leur culture générale, qui est elle-même l'héritière de la culture de l'honnête homme, selon laquelle le bon citoyen doit avoir des connaissances dans des domaines variés (philosophie, sciences, géographie). Elles permettent à ces écoles de vérifier que les candidats disposent de connaissances dans des domaines divers et peuvent penser dans l'abstrait. Elles forment également une base culturelle commune à tous les étudiants.

### Grandes écoles et universités
L'ancienne dualité entre les grandes écoles et les universités tend à s'estomper. Beaucoup de grandes écoles recrutent dans le vivier des universités, notamment parmi les écoles les moins cotées qui peinent à attirer des étudiants sortis de classes préparatoires. Au sein des grandes écoles de commerce, la proportion d'étudiants issus de l'université peut varier de 25 % à 78 %.
Une étude menée en 2015 sur 55 grands patrons français montre que 85 % d'entre eux sont passés par les grandes écoles, et que sur les 18 diplômés de l'université, les deux tiers ont aussi étudié en grandes écoles. Les étudiants de grandes écoles peuvent ainsi avoir une logique cumulative en accumulant les diplômes.

## Analyses compositionnelles

### Composition sociologique des grandes écoles
Les concours de recrutement des grandes écoles, très majoritairement basés sur un concours valorisant les connaissances académiques nécessaire à la poursuite des études au sein de l'école, assure un niveau de sélection scolaire élevé. La répartition des capitaux culturels est toutefois inégale : Pierre Bourdieu remarque que la connaissance comme fin en soi est plus valorisée dans les classes sociales proches du milieu universitaire. Cela conduit à une surreprésentation des enfants d'enseignants dans les grandes écoles, et plus généralement, une surreprésentation des étudiants issues de famille où les études sont survalorisées.
La réussite aux concours des grandes écoles est statistiquement fonction positive de la disposition acquise à apprendre et des connaissances accumulées (que Bourdieu appelle « capital culturel »). Les étudiants qui obtiennent les meilleurs résultats au lycée sont orientés vers les classes préparatoires, gratuites, qui dispensent une instruction intensive en vue de la réussite aux concours. L'université, qui ne sélectionne pas ses étudiants sur le niveau, a par conséquent une population plus hétérogène socialement.
Ainsi, plus une grande école est sélective, plus la quantité de capital culturel demandée pour être admis est élevée, moins les classes sociales éloignées de l'enseignement sont représentées. Dans le top 5 des grandes écoles de commerce françaises en 2019, plus de 50 % des étudiants sont des enfants de cadres et professions intellectuelles supérieures (niveau de diplôme élevé), contre 35 % dans l'ensemble de la population estudiantine française. Si les enfants d'employés ou d'ouvriers composent plus de 30 % de la population, ils ne sont que 12 % dans ces écoles.
La composition sociale des grandes écoles a évolué avec le temps. La proportion d'étudiants issus des classes intellectuelles supérieures augmente dans les années 1980 à la suite de la massification de l'enseignement universitaire : cette dernière augmente mécaniquement la proportion à l'université d'étudiants issus des classes peu dotées en capitaux culturels ; or, cette dévalorisation de l'université incite les parents des classes moyennes supérieures à orienter leurs enfants vers les parcours sélectifs.

#### Taux de mentions
Parmi toutes les grandes écoles françaises, les Écoles normales supérieures et les Instituts d'études politiques sont celles qui ont des étudiants ayant obtenu une mention Très bien au baccalauréat dans les plus grandes proportions (69 % d'entre eux en moyenne pour les ENS, 56 % pour les IEP). Ces grandes écoles se retrouvent devant les écoles d'ingénieur (31 %), et les écoles de commerce (14 %). La proportion d'étudiants ayant obtenu une mention Très bien est d'autant plus élevée que l'école est bien classée.

#### Catégories socio-professionnelles
La composition sociale des Grandes écoles est marquée par une prédominance des catégories socio-professionnelles (CSP) aisées et des milieux intellectuels. Les deux catégories de grandes écoles ayant le plus d'élèves issus de catégories socio-professionnelles très favorisées sont les Écoles normales supérieures (72 % des étudiants) et les Instituts d'études politiques (68 %). Les ENS et les IEP accueillent 7 % et 8 % d'étudiants issus de CSP défavorisées respectivement, ainsi que 14 % chacun de CSP moyennes, en 2016-2017. En 2022, l'IEP de Paris était composé de 14 % d'enfants d'ouvriers et d'employés. Les IEP de Paris, Lille, Rennes et Strasbourg faisaient partie, en 2016, du 10 % supérieur des grandes écoles françaises en termes de sélectivité.

### Sociologie politique des grandes écoles

#### Études sociologiques
Les études au sujet des opinions politiques des étudiants des grandes écoles montrent qu'il est impossible de créer un profil politique unique. Les premières études sur le sujet datent des années 1880.
L'association sondagière d'HEC montre qu'en 2017, plus de la moitié des étudiants est en faveur du revenu universel. Plus de 80 % avaient une vision favorable de l'Union européenne. 52 % considéraient que les aides sociales ne devaient pas être revues à la baisse et n'étaient pas trop présentes en France, et 23 % ont répondu que oui.

#### Simulations électorales
Les élections présidentielles françaises font l'objet de simulations électorales dans les grandes écoles afin d'estimer le positionnement politique des étudiants.
En 2017, la simulation de l'élection présidentielle dans les sept meilleures écoles de commerce (HEC, ESSEC, ESCP, EDHEC, EM Lyon, Audencia et GEM) montre qu'au premier tour, environ 48 % des étudiants ont voté pour Emmanuel Macron, environ 27 % François Fillon, et un peu plus de 10 % Jean-Luc Mélenchon. Au total, moins de 20 % des étudiants ont voté à gauche. Un sondage réalisé a posteriori par l'association sondagière d'HEC a indiqué que 55 % ont voté pour Emmanuel Macron au premier tour contre 24 % pour François Fillon, 8,2 % pour Jean-Luc Mélenchon, 0,9 % pour Marine Le Pen. Au deuxième tour, Marine Le Pen obtient 2,5 % des voix.
La même simulation est menée dans les Instituts d'études politiques. L'IEP de Paris et l'IEP de Lille sont les deux seuls IEP qui ne donnent pas Jean-Luc Mélenchon en première position au premier tour. A Paris, Emmanuel Macron obtient 38 % des voix au premier tour, et Jean-Luc Mélenchon et Benoît Hamon arrivent en 2e et 3e position avec environ 25 % et 18 % des voix. À Lille, Benoît Hamon arrive en première position avec 30,5 % des voix au premier tour, suivi à quasi-égalité de Mélenchon et Macron (25 et 23 %). Ces résultats doivent toutefois être nuancés par la représentation disproportionnée des votes des étudiants de première année à Lille, qui votent plus à gauche que les étudiants de master.

### Étudiants boursiers et issus des CSP-
Une étude menée par la Conférence des grandes écoles (CGE) montre que les deux tiers des grandes écoles sont représentatives sociologiquement de l'enseignement supérieur universitaire. 61 % des grandes écoles ont plus de 30 % d'étudiants bénéficiaires d'une bourse ; 32 % des écoles ont entre 20 et 30 % de boursiers. Seules 7,3 % des écoles ont moins de 20 % de boursiers.
Une étude menée en 2010 par la DAC (direction des admissions et des concours des écoles de management) montre que la proportion d'étudiants boursiers en prépa commerciale est la même qu'en école de commerce (21 %), ce qui indique que les étudiants boursiers réussissent autant que les non boursiers. Il est toutefois possible que cette moyenne cache des disparités entre les écoles, les plus cotées étant celles qui sélectionnent plus sur le niveau académique. Ainsi, la proportion de boursiers est de 18 % et 11 % à l'ENS Ulm et l’École polytechnique en 2020.
La proportion de boursiers dans les grandes écoles fait toutefois l'objet de politiques publiques. La ministre chargé de l'Enseignement supérieur Valérie Pécresse avait par exemple fixé en novembre 2009 l'objet de 30 % de boursiers dans chaque établissement, en précisant qu'« il ne s'agit pas d'un quota, mais d'un objectif ».
Au-delà de la proportion du nombre de boursiers, plusieurs études analysent la proportion d'enfants de chômeurs, d'ouvriers et d'employés. Une étude menée par Julien Boyadjian à Sciences Po Lille montre que 3 % des étudiants de l'école ont un parent ouvrier, et 6 % un parent employé,.